# Брусуаль
Брусуаль (исп. Bruzual) — город на юго-западе Венесуэлы, на территории штата Апуре. Является административным центром муниципалитета Муньос.

## Название
Своё название город получил в 1873 году в честь военного деятеля и президента Венесуэлы Мануэля Эсекиэля Брусуаля (1832—1868).

## Географическое положение
Брусуаль расположен в северной части штата, на правом берегу реки Апуре, на расстоянии приблизительно 203 километров к западу-северо-западу (WNW) от Сан-Фернандо-де-Апуре, административного центра штата. Абсолютная высота — 75 метров над уровнем моря.

## Климат
Климат города характеризуется как тропический, с сухой зимой и дождливым летом (Aw в классификации климатов Кёппена). Среднегодовое количество атмосферных осадков — 1453 мм. Средняя годовая температура составляет 27,7 °C.

## Население
По данным Национального института статистики Венесуэлы, численность населения города в 2013 году составляла 7370 человек.

## Транспорт
Через город проходят национальная автомагистраль № 4.